# Дель Амо, Жан-Батист
Жан-Батист Дель Амо, собственно Жан-Батист Гарсиа (фр. Jean-Baptiste Del Amo, Jean-Baptiste Garcia, 25 ноября 1981, Тулуза) — французский писатель испанского происхождения. Литературные работы переведены на немецкий, испанский, итальянский, румынский языки.

## Биография
Потомок испанских эмигрантов, покинувших страну после поражения Республики.
Работал в Африке волонтёром в ассоциациях по борьбе с ВИЧ. Этот опыт лёг в основу его первой повести «Ничего не делать» (2006), которая была отмечена престижной премией. С тех пор опубликовал три романа, высоко оценённых критикой и публикой.

## Признание
Стипендиат Виллы Медичи (2010-2011 гг.).